# 番倀
番倀（也作蕃倀），是台灣傳說，死於番者，其死靈會引導番殺人，稱為「番倀」。

## 傳說
據說被番（台湾原住民）所殺的人，會變成番倀，引導番殺人。傳說噶瑪蘭（宜蘭）奇萊有一為人父者死於番，安葬之後，兩個兒子外出，卻見其父之死靈，引導番人前來，殺兄而去，弟疾趨斜行，藏匿草叢中，幸免於難。當晚，兄之死靈前來叩門，弟不敢喘息。因此，被番所殺的人，其家人不敢出聲哭泣，也不敢招魂、墓祭，唯恐番人察覺而來襲。